# Marquetia pyrenaica
Marquetia pyrenaica är en mångfotingart som beskrevs av Ribaut 1905. Marquetia pyrenaica ingår i släktet Marquetia och familjen Opisthocheiridae. Inga underarter finns listade i Catalogue of Life.